# Shelter Me
Shelter Me è una canzone del gruppo musicale statunitense Cinderella, pubblicata come singolo di lancio del terzo album della band, Heartbreak Station nel 1990. Ha raggiunto la posizione numero 36 della Billboard Hot 100 e la numero 5 della Mainstream Rock Songs negli Stati Uniti.
Il testo della canzone riguarda il tema della censura, citando apertamente il PMRC e Tipper Gore. La Gore era infatti la cofondatrice del PMRC (Parent Music Resource Center), un'associazione che impose l'utilizzo di un'etichetta adesiva al fine di segnalare i dischi che contenessero contenuti espliciti a partire dal 1985. Negli Stati Uniti, i negozi della catena Walmart si rifiutarono di vendere gli album con questo adesivo.

## Video musicale
Il videoclip della canzone vuole rappresentare una campagna contro l'industria musicale e presenta la parodia di un fittizio show televisivo intitolato "Pledge For Rock 'n' Roll". Nel video appare come ospite speciale Little Richard nel ruolo del presentatore.

## Tracce
7" Single INT 878 632-7
1. Shelter Me – 4:47
2. The More Things Change – 4:22

CD-Single Vertigo VERCD 5151
1. Shelter Me – 4:47
2. Love Gone Bad – 4:20
3. Electric Love – 5:23

## Classifiche
| Classifica (1990/91)          | Posizione massima |
| ----------------------------- | ----------------- |
| Australia                     | 48                |
| Canada                        | 27                |
| Regno Unito                   | 55                |
| Stati Uniti                   | 36                |
| Stati Uniti (mainstream rock) | 5                 |